# NGC 4948
NGC 4948 é uma galáxia espiral barrada (SBd) localizada na direcção da constelação de Virgo. Possui uma declinação de -07° 56' 47" e uma ascensão recta de 13 horas, 04 minutos e 55,8 segundos.
A galáxia NGC 4948 foi descoberta em 25 de Maio de 1887 por Lewis A. Swift.